# گارد نجیب

یک نگهبان گارد نجیب در لباس رسمی

گارد نجیب (ایتالیایی: Guardia Nobile) یکی از واحدهای نظامی داخلی واتیکان بود که در خدمت پاپ بود و بخشی از ارتش شهر واتیکان تشکیل بود. این گارد توسط پاپ پیوس VII در سال ۱۸۰۱ به‌عنوان یک هنگ سواره‌نظام سنگین تشکیل شد. به‌عنوان نگهبان شخصی پاپ، این واحد وظیفه همراهی و اسکورت پاپ در زمان حرکت پاپ به بیرون از اقامت‌گاه خود را به‌عهده داشت. علاوه‌بر این نگهبانان این گارد، به‌دستور پاپ برای ماموریت‌های ویژه ایالت‌های پاپی نیز در دسترس بودند. یکی از اولین وظایف مهم این گارد همراهی پاپ پیوس هفتم به پاریس برای شرکت در مراسم تاج‌گذاری ناپلئون اول در سال ۱۸۰۴ بود. 